# Douglas Coupland

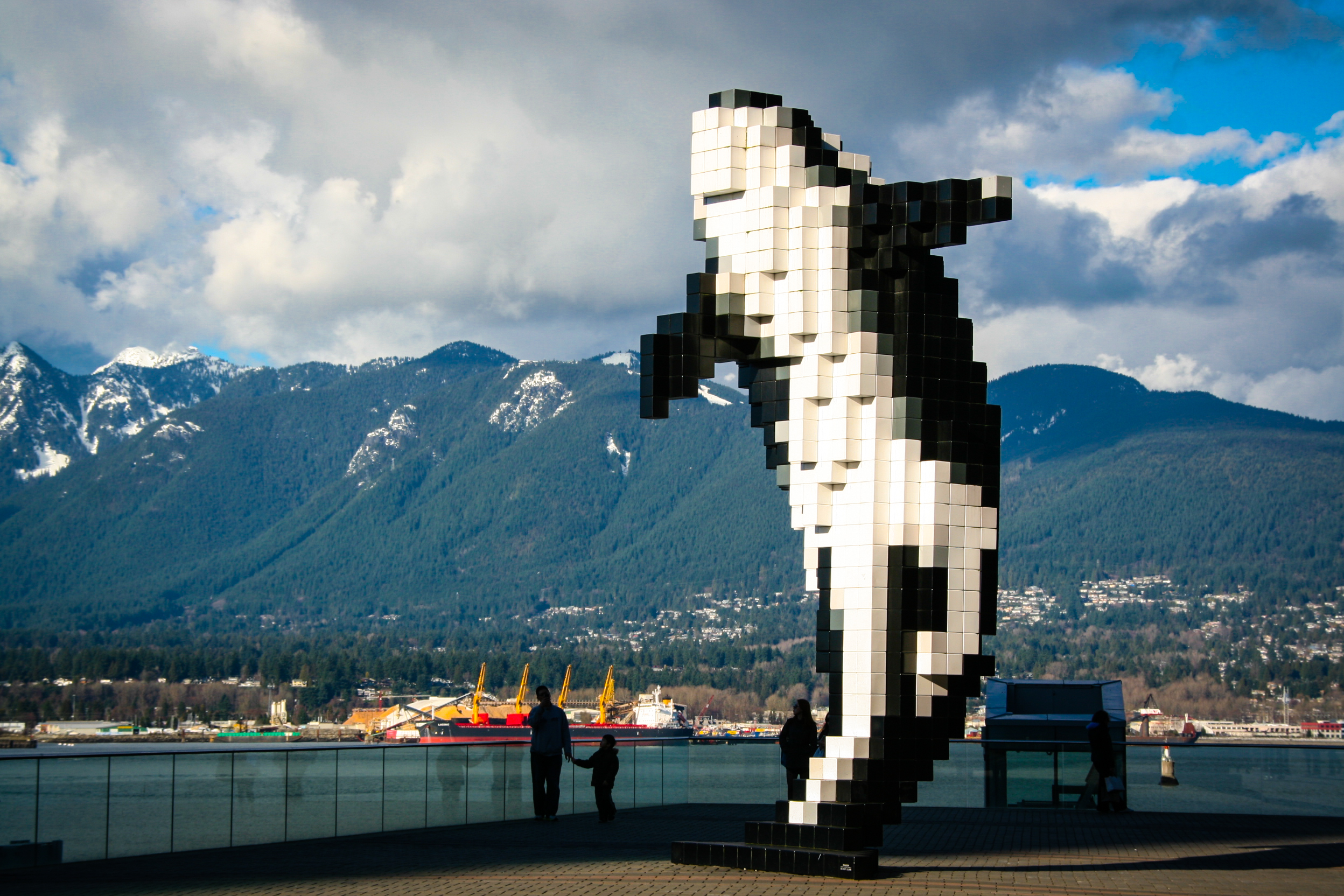
Jedna z Couplandových soch, Digitální kosatka, ve Vancouveru

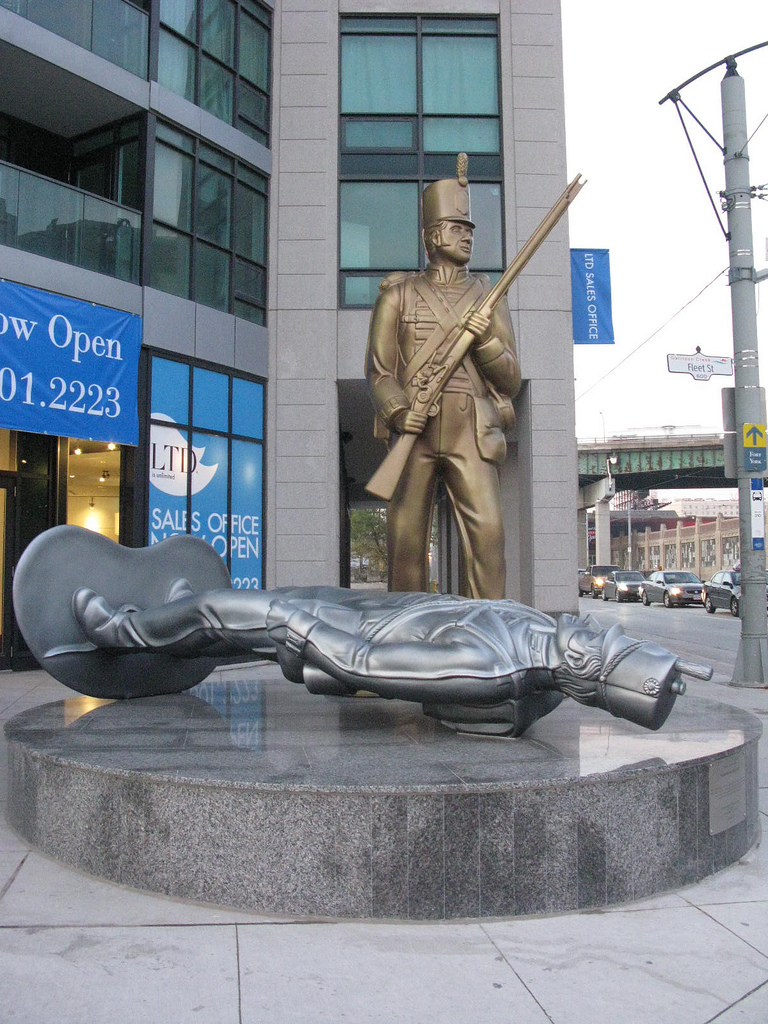
Monument to the War of 1812, 2008, Bathurst Street, Toronto

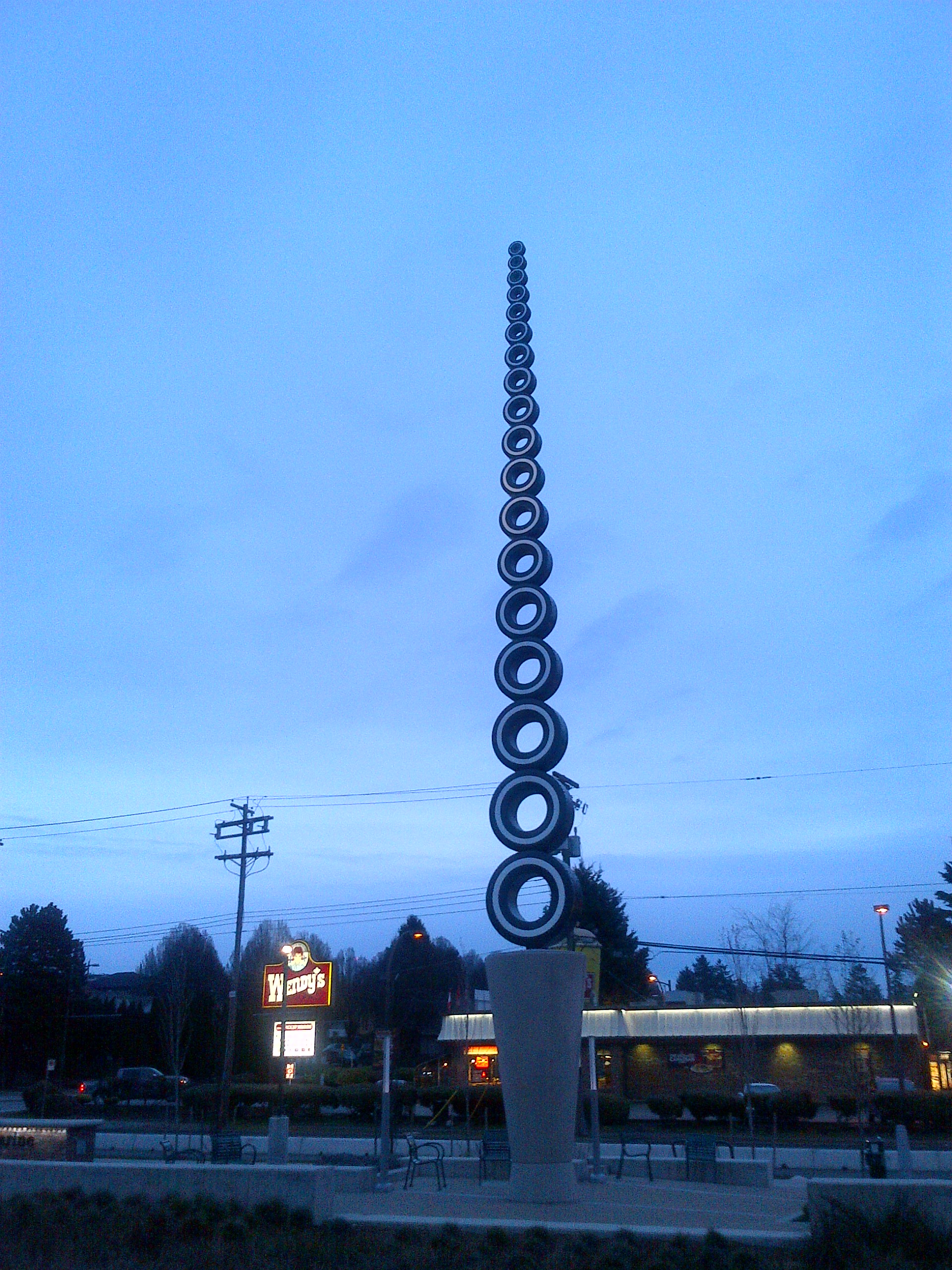
Infinite Tires, socha vztyčená v roce 2012 v jižním Vancouveru

Douglas Coupland (* 30. prosince 1961, Baden-Söllingen) je kanadský spisovatel, esejista a vizuální umělec narozený v Německu. Je známý především svými analýzami masové společnosti konce 20. století a začátku 21. století, zavedl mj. široce užívaný pojem Generace X. Jeho knihy byly přeloženy do více než 35 jazyků.

## Život
Narodil se na vojenské základně NATO v Německu. Vyrůstal ve Vancouveru. Vystudoval Emily Carr College of Art and Design (nyní Emily Carr University of Art and Design).
Roku 1988 napsal článek pro Vancouver Magazine, který se stal základem prózy, již vydal roku 1991 a kterou nazval Generation X: Tales for an Accelerated Culture. Pojem "generace X" existoval již předtím, ale Coupland mu dal nový význam, pojmenoval tak generaci narozenou na konci 50. let a během let šedesátých. Tři hrdinové knihy rezignovali na víru, že je v budoucnu čeká lepší život a větší bohatství než předchozí generace, která byla typická pro moderní éru. Kniha se stala bestsellerem a pojem generace X převzala široce média, byť, poněkud paradoxně, jím většinou označovala jinou skupinu lidí než Coupland ve své knize, nejčastěji ty, kteří dospívali v 90. letech. Na tuto generaci, generaci "videoklipů a počítačových her", se Coupland ve skutečnosti zaměřil až ve své druhé knize z roku 1992 nazvané Shampoo Planet. Již první dvě knihy tak daly do popředí dvě témata, která se později v jeho prózách a esejích neustále vracela: konzumní styl života a nové technologie. Například v roce 2009 vydal prózu Generation A, která popisuje generaci vyrůstající v digitálních a komunikačních technologiích, kde míra odcizení narostla.
Kromě prozaických textů rád píše i úvahy, například kniha Polaroids from the Dead (1996) se zamýšlela nad fascinací smrtí celebrit. V knize Lara's Book: Lara Croft and the Tomb Raider Phenomenon se zamýšlí nad významem populární postavy z počítačových her. Jakousi etnografií Kanady a rodného Vancouveru jsou knihy City of Glass (2000), Souvenir of Canada (2002) a Souvenir of Canada 2 (2004). Na základě těchto knih vznikl i filmový dokument. Roku 2010 též vydal životopis filozofa a mediálního teoretika Marshalla McLuhana.
Napsal též scénář k filmu Everything’s Gone Green, který roku 2006 natočil režisér Paul Fox, k třináctidílnému seriálu jPod, který roku 2008 odvysílala kanadská televize CBS, a divadelní hru September 10 2001.
Coupland je i vizuálním umělcem, přičemž jeho vizuální tvorba často souvisí s esejistikou, je jakýmsi jejím pokračováním. Hodně pracuje s kolážemi fotografií, které doprovázejí texty – takto vytvořil například osobitý knižně-výtvarný dokument o běžci Terry Foxovi. Dělá ale i klasické sochy, roku 2011 vytvořil právě Foxův pomník ve Vancouveru.
V říjnu 2012 byl v rámci veřejného uměleckého programu ve Vancouveru postavena 60 metrů vysoká „Nekonečná pneumatika“, která doprovázela otevření kanadského obchodu s pneumatikami. Konstrukce byla spojena s konceptem „Nekonečného sloupce“ rumunského umělce Constantina Brâncușiho.
V roce 2014 Coupland ohlásil plány zlaté repliky dutého stromu ze Stanley Parku, kterou zamýšlel postavit v jižním Vancouveru.
V roce 2015 se Coupland stal umělcem ve společnosti Google v Rezidenci Google Cultural Institute v Paříži.
Roku 2013 mu bylo uděleno vyznamenání Order of Canada.

### Próza
- Generation X: Tales for an Accelerated Culture (1991)
- Shampoo Planet (1992)
- Life After God (1994)
- Microserfs (1995)
- Girlfriend in a Coma (1998)
- Miss Wyoming (2000)
- All Families Are Psychotic (2001)
- God Hates Japan (2001)
- Hey Nostradamus! (2003)
- Eleanor Rigby (2004)
- jPod (2006)
- The Gum Thief (2007)
- Generation A (2009)
- Player One (2010)
- Highly Inappropriate Tales for Young People (2011)
- Worst. Person. Ever. (2013)[5]

### Publicistika
- Polaroids from the Dead (1996)
- Lara's Book: Lara Croft and the Tomb Raider phenomenon (1998)
- City of Glass (2000) (updated version 2010)
- Souvenir of Canada (2002)
- School Spirit (2002)
- Souvenir of Canada 2 (2004)
- Terry (2005)
- Extraordinary Canadians: Marshall McLuhan (2009)
- Shopping in Jail: Ideas Essays and Stories for the Increasingly Real 21st Century (2013)
- Kitten Clone: Inside Alcatel-Lucent (2014)
- The Age of Earthquakes (2015)
- Bit Rot (2015)
- Machines Will Make Better Choices Than Humans (2016) (úvod: Michel Van Dartel)
- Photography at MoMA: 1920 to 1960 (2016) (kontributor)[6]
- It's All Happening So Fast: A Counter-History of the Modern Canadian Environment (2017) (Contributor)[7]

## Vizuální díla
Kanada
Britská Kolumbie
- Digital Orca, 2009, Jack Poole Plaza, Vancouver
- Golden Tree, 2016, Marine Drive and Cambie Street, Vancouver
- Infinite Tire, 2012, SW Marine Drive and Ontario Street, Vancouver
- Terry Fox Memorial, 2011, Terry Fox Plaza, BC Place Stadium, Vancouver
- Bow Tie, 2015, Park Royal, West Vancouver

Ontario
- Super Nova, 2009, Shops at Don Mills, North York
- Group Portrait 1957, 2011, Robert McLaughlin Gallery, Oshawa
- Canadian Fallen Firefighters Memorial, 2012, 220 Lett Street, Ottawa
- Four Seasons, 2014, Don Mills Road and Sheppard Avenue East, Toronto
- Monument to the War of 1812, 2008, Fleet and Bathurst streets, Toronto
- Float Forms, 2007, Canoe Landing Park, Toronto
- Heart-shaped Stone, 2008, Canoe Landing Park, Toronto
- The Red Canoe, 2008, Canoe Landing Park, Toronto
- Lone Pine Sunset, 2019, Parliament station, O-Train, Ottawa